# Insomnia (песня Faithless)
«Insomnia» (с англ. — «Бессонница») — сингл британской электронной группы Faithless с дебютного альбома Reverence, вышедший в 1995 году. Это один из наиболее успешных синглов группы.
Альбомная версия длится почти 9 минут и включает звон колоколов в начале трека; ротацию на радио и большую известность в клубной среде получила версия под названием «Monster Mix». Эта версия вошла в сборник Forever Faithless – The Greatest Hits. Видеоверсия имеет расширенный текст.
Выпущенный в качестве второго сингла группы, он стал одним из их самых успешных. Первоначально он был выпущен в 1995 году и достиг 27-го места в UK Singles Chart, одновременно возглавив Dance Singles Chart. Когда песня была переиздана в октябре 1996 года, она достигла нового пика, заняв третье место в Великобритании, и возглавила чарты Финляндии, Норвегии и Швейцарии, а также американские и канадские танцевальные чарты.

## Текст
Повествование ведётся от лица человека, страдающего бессонницей. Упоминание в тексте психостимуляторов вызвало резонанс среди любителей танцевальной музыки, так как их использование носит распространённый характер в клубной и рейв-культурах, а бессонница — нередкий побочный эффект.

## Список композиций
1. «Insomnia (Monster radio edit)» — 03:34
2. «Insomnia (Original radio edit)» — 03:36
3. «Insomnia (Monster mix)» — 08:38
4. «Insomnia (Moody mix)» — 10:40
5. «Insomnia (Tuff mix)» — 07:18

## Версия 2005 года
«Insomnia» была ремикширована и перевыпущена после того как оригинальная версия возвратилась в хит-парад Британии под номером 48. Частично это было из-за подготовки выпуска Forever Faithless – The Greatest Hits (хотя в сборник вошла оригинальная Monster mix-версия). «Insomnia 2005» заняла 17-ю позицию в UK Chart.

### CD1
1. «Insomnia (Blissy Vs Armand Van Helden 2005 re-work)» — 03:22
2. «Insomnia (Monster mix radio edit)» — 03:36

### CD2
1. «Insomnia (Blissy Vs Armand Van Helden 2005 re-work)» — 03:22
2. «Insomnia (Sasha B.A remix)» — 09:52
3. «Insomnia (Armand’s european vacation mix)» — 08:03
4. «Insomnia (Monster mix)» — 08:35

## Чарты
| Чарт(1995–1997)                     | Высшая позиция |
| ----------------------------------- | -------------- |
| Австралия (ARIA)                    | 16             |
| Австрия (Ö3 Austria Top 40)         | 5              |
| Бельгия/Фландрия (Ultratop 50)      | 2              |
| Бельгия/Валлония (Ultratop 50)      | 6              |
| Бельгия/Фландрия (Ultratop Dance)   | 7              |
| Canada (Nielsen SoundScan)          | 6              |
| Канада (RPM Dance/Urban)            | 1              |
| Denmark (Tracklisten)               | 3              |
| Europe (Eurochart Hot 100)          | 3              |
| Финляндия (Suomen virallinen lista) | 1              |
| Франция (SNEP)                      | 7              |
| Германия (GfK)                      | 2              |
| Iceland (Íslenski Listinn Topp 40)  | 4              |
| Ирландия (IRMA)                     | 3              |
| Italy (Musica e dischi)             | 18             |
| Нидерланды (Dutch Top 40)           | 12             |
| Нидерланды (Single Top 100)         | 13             |
| Новая Зеландия (Recorded Music NZ)  | 39             |
| Норвегия (VG-lista)                 | 1              |
| Шотландия (Scottish Singles Chart)  | 5              |
| Швеция (Sverigetopplistan)          | 4              |
| Sweden (Swedish Dance Chart)        | 1              |
| Швейцария (Schweizer Hitparade)     | 1              |
| Великобритания (UK Singles Chart)   | 3              |
| Великобритания (UK Dance Chart)     | 1              |
| США (Billboard Hot 100)             | 62             |
| США (Billboard Dance Club Songs)    | 1              |

| Chart (2005)         | Peak position |
| -------------------- | ------------- |
| Greece (IFPI)        | 17            |
| Ireland Dance (IRMA) | 3             |

| Чарт(2006)    | Высшая позиция |
| ------------- | -------------- |
| Greece (IFPI) | 28             |

| Чарт(2021)              | Высшая позиция |
| ----------------------- | -------------- |
| Венгрия (Single Top 40) | 31             |

| Чарт(2022)                                  | Высшая позиция |
| ------------------------------------------- | -------------- |
| Великобритания (UK Singles Downloads Chart) | 4              |

| Чарт(1996)                         | Позиция |
| ---------------------------------- | ------- |
| Austria (Ö3 Austria Top 40)        | 21      |
| Belgium (Ultratop 50 Flanders)     | 38      |
| Belgium (Ultratop 50 Wallonia)     | 75      |
| Europe (Eurochart Hot 100)         | 12      |
| Germany (Official German Charts)   | 4       |
| Iceland (Íslenski Listinn Topp 40) | 71      |
| Netherlands (Dutch Top 40)         | 59      |
| Netherlands (Single Top 100)       | 59      |
| Sweden (Sverigetopplistan)         | 29      |
| Sweden (Swedish Dance Chart)       | 4       |
| Switzerland (Schweizer Hitparade)  | 2       |
| UK Singles (OCC)                   | 44      |

| Чарт(1997)                 | Позиция |
| -------------------------- | ------- |
| Australia (ARIA)           | 87      |
| Canada Dance/Urban (RPM)   | 4       |
| Europe (Eurochart Hot 100) | 76      |
| France (SNEP)              | 61      |
| UK Club Chart (Music Week) | 35      |

## Сертификации
| Регион | Сертификация  | Продажи   |
| --- | ------------- | --------- |
| Австралия (ARIA) | Золотой       | 35 000^   |
| Бельгия (BEA) | Золотой       | 25 000*   |
| Франция (SNEP) | Золотой       | 250 000*  |
| Германия (BVMI) | Платиновый    | 500 000^  |
| Норвегия (IFPI Norway) | Платиновый    |           |
| Швейцария (IFPI Switzerland) | Золотой       | 25 000^   |
| Великобритания (BPI) | 3× Платиновый | 1 800 000 |
| * Данные о продажах приведены только на основе сертификации. · ^ Данные о тиражах приведены только на основе сертификации. · Данные о продажах + прослушиваниях приведены только на основе сертификации. |               |           |

## Заимствование
- Заимствована мелодия «Let Me Love You for Tonight» исполнителя Kariya.[источник не указан 2636 дней]
- Норвежский эмбиент-музыкант Biosphere утверждал, что Faithless использовали басовую партию с его сингла «Novelty Waves»[57].
- Faithless выразили недовольство тем фактом, что элементы композиции были использованы немецким диджеем Sash! для своего сингла «Encore Une Fois» 1996 года[58].
- Центральная мелодия «Everybody Sing» евроденс-проекта Space Master (1997 год) включает элементы «Insomnia».